# Niemieccy posłowie do Parlamentu Europejskiego 1989–1994
Niemieccy posłowie III kadencji do Parlamentu Europejskiego zostali wybrani w wyborach przeprowadzonych w Republice Federalnej Niemiec i Berlinie Zachodnim 18 czerwca 1989.

## Lista posłów
Wybrani z listy Socjaldemokratycznej Partii Niemiec
- Willi Görlach
- Lissy Gröner
- Klaus Hänsch
- Magdalene Hoff
- Karin Junker
- Heinz Fritz Köhler
- Annemarie Kuhn, poseł do PE od 22 grudnia 1990
- Rolf Linkohr
- Günter Lüttge
- Gepa Maibaum
- Karl-Heinrich Mihr
- Leyla Onur
- Helwin Peter
- Johannes Wilhelm Peters
- Willi Piecyk, poseł do PE od 11 maja 1992
- Christa Randzio-Plath
- Dieter Rogalla
- Dagmar Roth-Behrendt
- Mechtild Rothe
- Willi Rothley
- Jannis Sakellariou
- Heinke Salisch
- Detlev Samland
- Dieter Schinzel
- Gerhard Schmid
- Barbara Schmidbauer
- Barbara Simons
- Günter Topmann
- Kurt Vittinghoff
- Thomas von der Vring
- Klaus Wettig

Wybrani z listy Unii Chrześcijańsko-Demokratycznej
- Siegbert Alber
- Reimer Böge
- Ursula Braun-Moser, poseł do PE od 15 stycznia 1990
- Elmar Brok
- Karl-Heinz Florenz
- Honor Funk
- Helga Haller von Hallerstein, poseł do PE od 27 grudnia 1993
- Karsten Friedrich Hoppenstedt
- Georg Jarzembowski, poseł do PE od 5 września 1991
- Hedwig Keppelhoff-Wiechert
- Egon Klepsch
- Brigitte Langenhagen, poseł do PE od 25 listopada 1990
- Horst Langes
- Gerd Ludwig Lemmer
- Marlene Lenz
- Rudolf Luster
- Kurt Malangré
- Winfried Menrad
- Friedrich Merz
- Doris Pack
- Hans-Gert Pöttering
- Godelieve Quisthoudt-Rowohl
- Günter Rinsche
- Diemut Theato
- Karl von Wogau

Wybrani z listy Zielonych
- Hiltrud Breyer
- Birgit Cramon Daiber
- Friedrich-Wilhelm Graefe zu Baringdorf
- Karl Partsch
- Dorothee Piermont
- Eva-Maria Quistorp
- Claudia Roth
- Wilfried Telkämper

Wybrani z listy Unii Chrześcijańsko-Społecznej
- Jürgen Brand, poseł do PE od 16 listopada 1993
- Ingo Friedrich
- Maren Günther, poseł do PE od 31 sierpnia 1993
- Otto von Habsburg
- Gerd Müller
- Edgar Schiedermeier, poseł do PE od 5 lipca 1993
- Ursula Schleicher

Wybrani z listy Republikanów
- Johanna Grund
- Klaus-Peter Köhler
- Harald Neubauer
- Emil Schlee
- Hans-Günter Schodruch
- Franz Schönhuber

Wybrani z listy Wolnej Partii Demokratycznej
- Mechthild von Alemann
- Martin Holzfuss
- Manfred Vohrer
- Rüdiger von Wechmar

Byli posłowie III kadencji do PE
- Reinhold Bocklet (CSU), do 24 czerwca 1993
- Günther Müller (CSU), od 4 grudnia 1992 do 6 listopada 1993
- Werner Münch (CDU), do 19 listopada 1990
- Hartmut Perschau (CDU), do 10 lipca 1991
- Fritz Pirkl (CSU), do 19 sierpnia 1993, zgon
- Bernhard Sälzer (CDU), do 18 grudnia 1993, zgon
- Franz Ludwig Schenk von Stauffenberg (CSU), do 30 listopada 1992
- Gerd Walter (SPD), do 7 maja 1992
- Beate Weber (SPD), do 14 grudnia 1990
- Axel Zarges (CDU), do 29 grudnia 1989, zgon